# 2014年ソチオリンピックのモロッコ選手団
2014年ソチオリンピックのモロッコ選手団（2014ねんソチオリンピックのモロッコせんしゅだん）は、2014年2月7日から23日までロシアのソチで開催された2014年ソチオリンピックモロッコ選手団の名簿。

## 選手団
- 人員: 選手 2人
- 開会式旗手: アダム・ラムハメディ

## アルペンスキー
- アダム・ラムハメディ

男子大回転 (47位、2:59.23)
男子回転 (途中棄権)
- ケンザ・タツィ

女子大回転 (62位、3:09.79)
女子回転 (45位、2:17.15)